# Matua (Nouvelle-Zélande)
Matua  est une banlieue de la cité de Tauranga, dans la région de la Baie de l’Abondance ou Baie of Plenty située dans l’île du Nord de la Nouvelle-Zélande.

## Démographie
Le secteur de Matua couvre 2,24  km2 et a une population estimée à 5640 résidents en juin 2022 avec une densité de population de 2,5 personnes par km2.
La localité de Matua avait une population de 5394 habitants lors du recensement de 2018 en Nouvelle-Zélande, en augmentation de 246 personnes (4,8 %) depuis le recensement de 2013, et une augmentation de 318 personnes (6,3 %) depuis le recensement de 2006 en Nouvelle-Zélande  .
Il y a 2067 logements, comprenant 2550 hommes et 2841 femmes, donnant un sexe-ratio de 0,9 homme pour une femme, avec  945 personnes (17,5 %) âgées de moins de 15 ans, 687 personnes (12,7 %) âgées de 15 à 29 ans , 2361 personnes (43,8 %) âgées de 30 à 64 ans et 1398 personnes (25,9 %) âgées de 65 ans ou plus.
L'ethnicité est pour 91,0 % européens/Pākehā, 8,6 % Māori, 1,6 % personnes venant du Pacifique (en), 4,4 % personnes originaire d'Asie (en), et 2,1 % d'une autre ethnicité. Les 
personnes peuvent s'identifiers de plus d'une ethnicité en fonction de leur parenté.
Le pourcentage de personnes nées outre-mer est de 22,5 % , comparé avec les 27,1 % au niveau national.
Bien que certaines personnes choisissent de ne pas répondre à la question du recensement concernant leur affiliation religieuse, 52,1 % n'ont aucune religion, 37,9 % sont chrétiens (en), 0,4 % ont des croyances religieuses Māori (en), 0,6 % sont hindouistes (en), 0,1 % sont musulmans, 0,4 % sont bouddhistes (en) et 1,7 % ont une autre religion.
Parmi ceux d'au moins 15 ans d'âge, 1125 personnes (25,3 %)  ont une licence ou un degré supérieur et 657 personnes (14,8%) n'ont aucune qualification formelle.
915 personnes (20,6 %) gagnent plus de $70,000 comparés aux 17,2 % au niveau national.
Le statut d'emploi des personnes de plus de 15 ans est pour 1938 personnes (43,6 %) employées à plein temps , pour 690 personnes (15,5 %) employées à temps partiel et 117 personnes (2,6 %) sont sans emploi
| nom         | surface (km2) | Population | Densité (par km2) | logements | âge médian | revenus médian |
| ----------- | ------------- | ---------- | ----------------- | --------- | ---------- | -------------- |
| Matua North | 1.24          | 2859       | 2,306             | 1131      | 47,6 ans   | $38,600        |
| Matua South | 1.20          | 2535       | 2,113             | 936       | 48.0 ans   | $30,200        |
| New Zealand |               |            |                   |           | 37,4 ans   | $31,800        |

## Éducation
L’école de Matua School est une école publique, mixte, assurant tout le primaire, de l’année 1 à 6  ,  avec un effectif de  470 élèves en mars 2019 .